# Fome de 1943 em Bengala

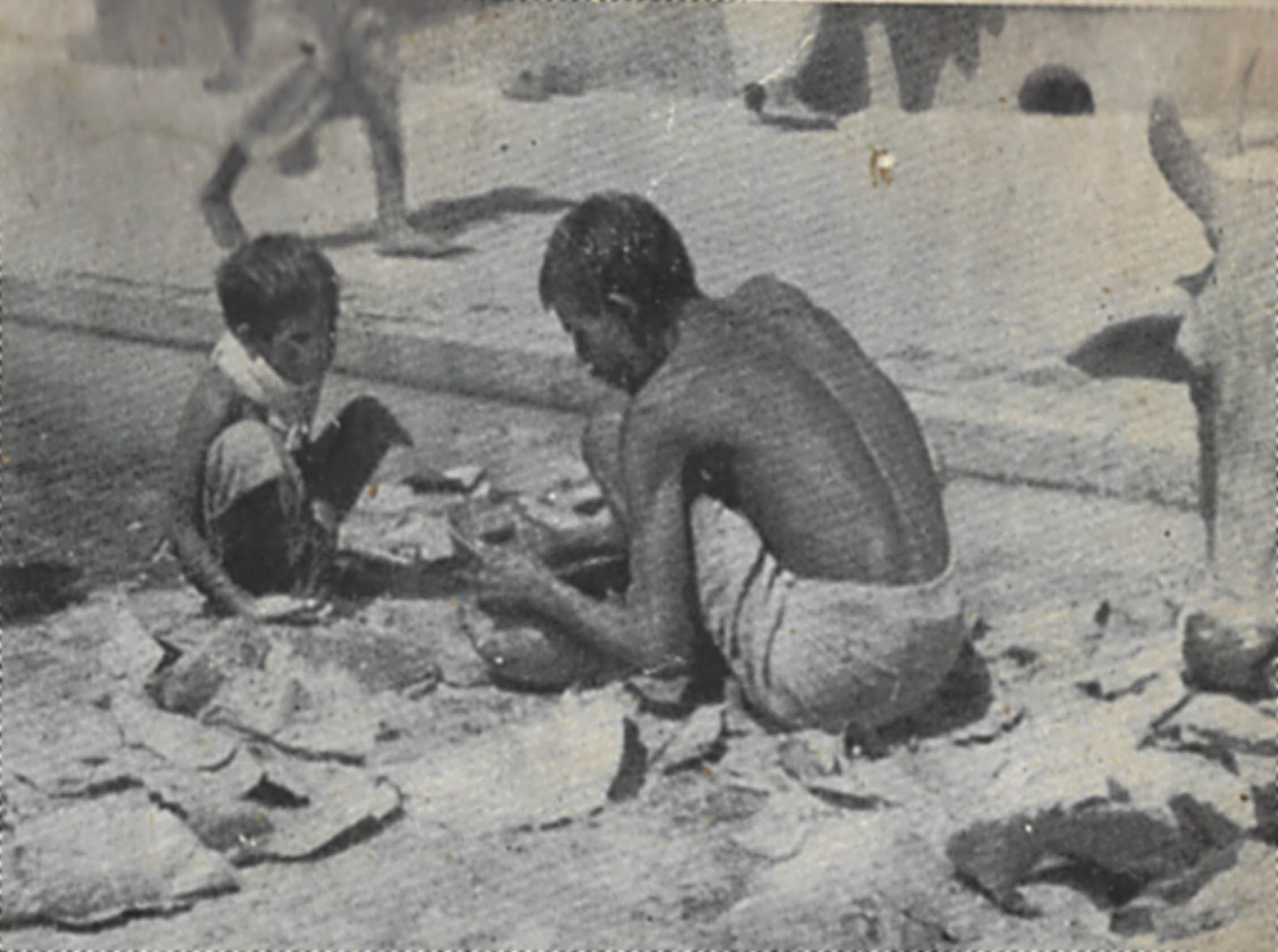
Uma família empobrecida e faminta em Bengala, por volta de 1943. É estimado que mais de 2 milhões de indianos tenham morrido na crise.

A Fome de 1943 em Bengala é um entre vários eventos de fome em massa que ocorreram na história de Bengala administrada pelo Império britânico. Estima-se que 2 a 3,5 milhões de pessoas morreram de fome, malária e outras doenças agravadas pela desnutrição durante o período. As causas da fome ainda não são claras, e explicações incluem causas naturais como quebras de safra e um ciclone, a invasão japonesa da Birmânia, erros da administração inglesa no local e falhas de mercado.

## Possíveis Causas
O Reino Unido havia sofrido uma derrota desastrosa em Singapura em 1942 contra o Exército Imperial Japonês, que então seguiu para a conquista da Birmânia dos britânicos no mesmo ano. Birmânia era o maior exportador de arroz no período, onde os britânicos haviam encorajado a produção pelos pequenos proprietários birmaneses, resultando virtualmente em uma mono-cultura na área do delta de Irrawady e Araken. Em 1940, 15% de todo o arroz da Índia vinha de Birmânia, onde na região de Bengala a proporção era maior devido a proximidade da província com a Birmânia.
É improvável, porém, que essas importações tivessem passado de mais de 20% do consumo de Bengala, e isto sozinho é insuficiente para contabilizar uma fome em massa, apesar de que fosse garantido que existiam poucas reservas em caso de falta. As autoridades britânicas temiam uma subsequente invasão japonesa na Índia por Bengala, e medidas de emergência foram tomadas para armazenar alimentos para os soldados britânico e prevenir o acesso aos japoneses em caso de invasão.
Uma operação de devastação foi implementada na região de Chittagong, perto da fronteira da birmanesa, enquanto grandes quantidades de arroz eram exportadas para o Oriente Médio para alimentar as tropas britânicas e indianas, e para Ceylon, que era pesadamente dependente do arroz birmanês antes da guerra, e onde grandes assentamentos militares foram criados já que se temia que os japoneses fossem invadir a ilha.
Em 16 de Outubro de 1942 toda costa leste de Bengala e Orissa foi atingida por um ciclone. Uma enorme área de cultivo de arroz até aproximadamente 64 quilômetros foi inundada, causando falha da safra de outono nessas áreas. Isso significava que os camponeses tinham que comer seus estoques, e que as sementes que seriam plantadas no inverno de 1942-3 seriam consumidas até a chegada do tempo quente em maio de 1943.
Isto foi exacerbado pela exportação de alimentos e desapropriação de terras produtivas.
Porém, Amartya Sen sustenta a visão de que não houve falta de arroz em Bengala em 1943: a disponibilidade era de fato um pouco maior que em 1941, época que não houve fome em massa. A questão é que o problema foi exacerbado pela resposta oficial lenta ao desastre, e que não houve nenhuma quebra séria de safra, então a fome era inesperada. Sua causa raiz, Sen argumenta, recaia em rumores de falta que causaram pânico, e uma rápida inflação de preços causada pelas demandas de guerra que tornavam o investimento em estoques de arroz excelente (o preço havia dobrado em comparação com ano anterior). Na interpretação de Sen, enquanto os camponeses donos de terras que plantavam arroz e aqueles empregados na indústria da defesa em áreas urbanas e docas viram seus salários aumentarem, isto levou a uma desastrosa mudança de prioridades onde grupos como trabalhadores sem terra, pescadores, barbeiros e outros grupos viram o real valor de seu salário ser cortado em dois terços desde 1940. Em resumo, apesar de Bengala possuir arroz e outros grãos em quantidade suficiente  para alimentar sua população, milhões de pessoas repentinamente se tornaram pobres demais para comprá-los.

## A Resposta
O governo de Bengala era um refém do governo britânico, que obrigava a região a exportar grandes quantidades de alimentos para suprir o exército inglês na Segunda Guerra Mundial em curso.
Em contraste com a imobilização do serviço público, os comandantes militares britânicos e o exército britânico no geral deram migalhas para combater a fome, provendo alimentos aos que sofriam e organizando ajuda. Durante o curso da fome o governo organizou em torno de 110,000,000 de refeições grátis, o que era pateticamente pequeno para reagir ao desastre.
Winston Churchill era o Primeiro Ministro na época de seu envolvimento no desastre e de fato seu conhecimento ainda é um mistério. Em resposta ao urgente pedido do Secretário Geral da Índia, Leo Amery, e Wavell para liberar os estoques de alimentos da Índia, Churchill respondeu com um telegrama perguntando para Wavell: se os alimentos são tão escassos, "porque Gandhi não havia morrido ainda". Inicialmente durante a fome ele estava mais preocupado com os cidadãos da Grécia (que estavam também sofrendo com uma fome em massa) do que com os Bengaleses.
O governo de Bengala falhou em prevenir as exportações de arroz, e fez muito pouco para importar os excessos de outros locais na Índia, ou para comprar os estoques de especuladores e redistribuir aos famintos. No geral, como Sen demonstra, as autoridades falharam em entender que a fome não estava sendo causada por falta generalizada de alimentos, e que a distribuição dos alimentos não era apenas uma matéria de capacidade de transporte, mas em prover ajuda alimentar gratuita em escala massiva: "O Raj foi, de fato, bem preciso em sua estimação da disponibilidade de alimentos, mas desastrosamente errado em sua teoria sobre a fome". A fome terminou quando o governo de Londres concordou em importar 1.000.000 de toneladas de grãos para Bengala, reduzindo o preço dos alimentos.

## Fome e democracia
Citando a fome de Bengala e outros exemplos pelo mundo, Amartya Sen argumenta que fomes em massa nunca ocorreram em democracia funcionais. O ganhador do Nobel Kenneth Arrow provê uma discussão sobre esse argumento. É necessário notar que entre 1950 e 1984 a revolução verde transformou a agricultura ao redor do mundo, com a produção mundial de grãos crescendo 250%.
A fome de Bengala talvez seja posta no contexto de fomes anteriores no império Mughal e na Índia Britânica. A Fome de 1630-32 em Deccan matou 2.000.000 (existe uma fome correspondente no noroeste da China, eventualmente causando a queda da Dinastia Ming em 1644). Durante o governo britânico na Índia existiu aproximadamente 25 grandes fomes pelos estados como Tamil Nadu, Bihar e Bengala. Todos combinados, entre 30 e 40 milhões de indianos foram vitimas da fome na ultima metade do século XIX (Bhatia 1985).
Apesar de desnutrição e fome ainda ser comum na Índia, não houve fome em massa desde o fim do governo britânico na região, em 1947, e a instalação de um governo democrático. Por muito tempo existiu a ameaça recorrente de fome em Bangladesh, que ao contrário da Índia, passou um período considerável de sua existência sob um governo ditatorial.

## "Queda na disponibilidade de alimentos" ou "Feita pelo Homem"
| Ano  | Produção de arroz (em milhões de toneladas) |
| ---- | ------------------------------------------- |
| 1938 | 8.474                                       |
| 1939 | 7.922                                       |
| 1940 | 8.223                                       |
| 1941 | 6.768                                       |
| 1942 | 9.296                                       |
| 1943 | 7.628                                       |

A severa falta de alimentos piorou com a Segunda Guerra Mundial, onde os britânicos da administração da Índia exportavam alimentos para os soldados aliados. A falta de arroz forçou os preços para cima, e a inflação de guerra piorou o problema.
A administração civil não interveio para controlar o preço do arroz, então o preço excedeu o poder de compra de parcela da população. Pessoas migraram para as cidades a procura de emprego e comida, não acharam nenhum, e morreram de fome.
Amartya Sen jogou dúvidas sobre a ideia que a falta de arroz foi pela queda na produção. Ele cita registros oficiais da produção de arroz de Bengala ao passar dos anos até 1943, como o descrito pela tabela ao lado.
A safra de 1943, apesar de baixa, não era fora do normal do espectro da variação registrada, e outros fatores além de simples quebra de safra talvez sejam invocados como mecanismo da causa.

## Arroz infectado contra Safra Total de Arroz
É também argumentado que a fome foi primeiramente causada por uma epidemia da doença Cochliobolus miyabeanus (antigamente conhecida como Helminthosporium oryzae), afetando a lavoura. Este argumento, baseado em dados coletados por S. Y. Padmanabhan, foi desenvolvida pelo historiador Mark Tauger.
Na temporada de plantio de arroz de 1942, as condições do tempo eram exatamente as corretas para encorajar a epidemia da doença, seguido de um ciclone e enchentes. A disparada da doença causou uma variação em 1942 na safra variando de 236.6% de ganho para 90% de perda em Bankura e Chinsurah de acordo com Padmanabhan.
Tauger argumenta que a analise de Sen baseada em economia subestima o papel da falta de alimentos. Tauger ainda argumenta que a safra de 1942 foi baixa (baseado em dados de Padmanabhan) causando séria falta de alimentos em Bengala e isto foi sim a principal causa da fome em massa. Outros disputam esse argumento baseando no fato que os dados de Padmanabhan é de colheita por acre de diferentes variedades, e desses dados é impossível estimar a produção total sem saber a área total das diferentes variedades.

## Fatalidades
A comissão oficial de inquérito reportou que a fome de Bengala em 1943 causou a morte estimada de 1.5 milhões de Indianos. Source : Famine Inquiry Commission, India (1945a),pp. 109-10.
Anos depois, em 1974, W.R. Aykroyd, que foi um membro da comissão de inquérito e foi o principal responsável pela estimativa, revelou que os números estão abaixo do real.
Amartya Sen recentemente estimou que três milhões talvez seja alto demais e que dois milhões a dois milhões e meio talvez seja mais preciso.

## A fome na cultura Bengalês
Artistas, novelistas e diretores de filme tentaram capturar a enormidade da fome em seus trabalhos. O renomado artista bengalês Zainul Abedin foi um dos primeiros a representar a fome, com seus desenhos de mortos ou pessoas morrendo.
O novelista Bibhuti Bhusan Bandyopadhhay em sua novela Ashani Sanket usou a fome servindo tanto como história de fundo como protagonista. A novela foi adaptava em 1973 por Satyajit Ray em filme, que se focou no papel do comportamento de manada como causa para a fome. Mrinal Sen também fez em 1980 um filme sobre a fome, chamado Akaler Sandhane (Em Busca da Fome). Outros filmes de Mrinal Sen que relatam a fome de 1943 são Baishey Sravan e Calcutta 71.